# Mégapode maléo
Macrocephalon maleo
Genre
Espèce
Statut de conservation UICN

 CR A2cd+4cd : 
En danger critique
Statut CITES
Le Mégapode maléo (Macrocephalon maleo) est une espèce d'oiseaux de la famille des Megapodiidae, seule représentante du genre Macrocephalon. D'après Alan P. Peterson, c'est une espèce monotypique.

## Répartition
Cet oiseau est endémique de Sulawesi. Il y aurait environ deux à trois mille maléos vivant actuellement. Toutefois, ceux-ci sont en danger car leurs œufs représentent une source de protéines appréciable pour les populations pauvres vivant sur l'île. Autrefois, le nombre d'œufs de maléo qui pouvaient être collectés était fixé par l'autorité, empêchant leur disparition. Certains villages revendiquent un droit coutumier d'accès aux plages de nidification des maléos, alors que le droit indonésien les protège .

## Description
Adulte, le mégapode maléo a une longueur de la tête à la queue pouvant atteindre 55 cm.

## Comportement
Le maléo est monogame. Au moment de la ponte, les maléos creusent un trou, soit dans le terreau de l'île volcanique sur laquelle coulent des ruisseaux d'eau bouillante provenant du sol volcanique, soit sur le sol des plages chauffées par le soleil, afin de trouver un emplacement où la chaleur est suffisante pour permettre le développement et l'éclosion de l'œuf pendant les deux à trois mois de son incubation. Cette chaleur empêche également certains prédateurs tels que les varans de s'attaquer aux œufs, le sable étant trop chaud pour qu'ils y restent assez longtemps pour déterrer l'œuf. Cependant, ceux-ci font l'objet de collecte par les hommes. Les maléos peuvent enterrer leur œuf en quelques heures, mais il est absolument nécessaire qu'ils l'enterrent le jour de sa ponte, sinon celui-ci est perdu. Il y a donc des batailles entre les couples de maléos au moment où ceux-ci viennent enterrer leur œuf. L'oisillon éclot, sort du sable en deux jours et commence à se nourrir lui-même en picorant le sol. Il sait déjà voler, mais peu d'oisillons survivent à leurs premiers jours hors du sable.